# Mari To Koinu no Mongatari
Câu chuyện về Mari và ba chú chó con (マリと子犬の物語 Mari To Koinu No Mongatari) là một phim Nhật Bản được đạo diễn bởi Ryuichi Inomata. Bộ phim được công chiếu ở các rạp của Nhật Bản vào ngày 8 tháng 12, 2007. Bộ phim dựa trên một câu chuyện có thật trong trận động đất Chūetsu 2004.

## Diễn viên
- Eiichiro Funakoshi vai Yuichi Ishikawa [3]
- Akiko Matsumoto vai Saeko Hasegawa
- Ryohei Hirota vai Ryota Ishikawa
- Mao Sasaki vai Aya Ishikawa
- Yu Tokui
- Kenjiro Nashimoto
- Chihoko shigeta
- Yukijiro Hotaru
- Kazue Tsunogae
- Yoshikazu Ebisu
- Hiroki Miyake
- Masanobu Takashima
- Mao Kobayashi
- Takehiko Ono
- Ken Utsui
- Akiko Matsumoto